# A Long Day's Flight
"A Long Day's Flight" (ook wel "Long Day's Flight" genoemd) is een liedje van de Amerikaanse psychedelische-rockgroep The Electric Prunes. 

## Achtergrond
Het werd geschreven door Mike Weakley en William Yorty. In december 1967 gaf Reprise Records het in het Verenigd Koninkrijk uit als single. Enkele maanden eerder was het ook verschenen als albumnummer op Underground. Op de B-kant stond het door Annette Tucker en Nancie Manz geschreven "The King Is In His Counting House". De Electric Prunes hebben "A Long Day's Flight" onder meer gespeeld in een Franse televisieshow. In Frankrijk verscheen het liedje in 1968 op een ep met dezelfde titel.
Long Day's Flight is ook de titel van een compilatiealbum van de Electric Prunes uit 1986.

## Uitgaven
Britse uitgave (Reprise Records, RS 23212)
- A. "Long Day's Flight" (3:12)
- B. "The King Is In His Counting House" (?)

Franse uitgave (RVEP 60110)
- A1. "Long Day's Flight" (3:09)
- A2. "Dr. Do-Good" (2:27)
- B1. "The Great Banana Hoax" (3:05)
- B2. "Capt. Glory" (2:11)

## Musici
- James Lowe - zang, autoharp
- Mark Tulin - basgitaar
- Ken Williams - leadgitaar
- Mike Gannon - zang, slaggitaar
- Michael Fortune - drums